# Judenrampe

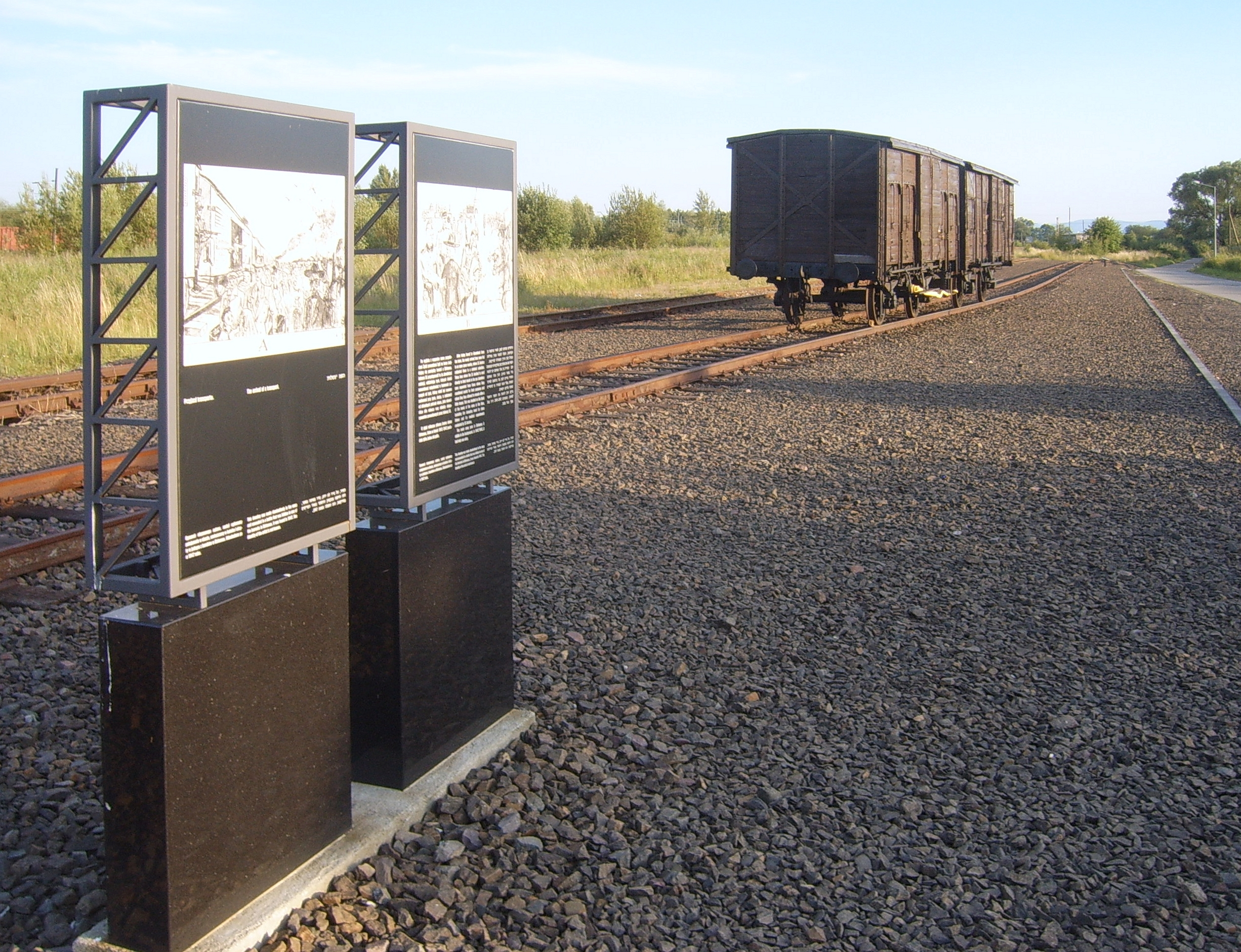
Odrestaurowane wagony przy Judenrampe

Judenrampe (z niem. rampa żydowska) – rampa kolejowa położona ok. kilometra na południe od dworca w Oświęcimiu. W ramach kompleksu obozowego Auschwitz-Birkenau służyła do rozładunku wagonów (najczęściej towarowych), w których niemieccy naziści zwozili z całej okupowanej Europy transporty więźniów – głównie Żydów.
Rampa jest usytuowana w połowie drogi między obozami Auschwitz i Birkenau, jednak ten pierwszy obóz posiadał własną rampę, mniejszą i bliższą, zwaną czasem Polakenrampe. Judenrampe służyła prawie wyłącznie potrzebom obozu zagłady Birkenau, do którego prowadziła z niej droga. Selekcja przybyłych ofiar na dwie grupy (wysyłanych do wycieńczającej pracy i wysyłanych do natychmiastowej zagłady) odbywała się bezpośrednio na Judenrampie. Na niej dzielono rodziny, rabowano ich dobytek, a lekarze SS (m.in. Josef Mengele) wybierali ofiary swych eksperymentów medycznych.
W 1944 roku, wobec zbliżających się planów wymordowania setek tysięcy Żydów węgierskich naziści wybudowali nową bocznicę i nową rampę na terenie samego obozu Birkenau. Jej koniec zbiegał się z wrotami do dwóch największych komór gazowych (tzw. krematorium II i III). Wówczas Judenrampe była używana w mniejszym zakresie.
Po wojnie opuszczona rampa zarosła krzakami i niszczała. W roku 2004, dzięki pomocy Fundacji Shoah z Paryża i we współpracy z gminą Brzezinka, rampa została odrestaurowana. Na torach postawiono dwa autentyczne wagony z lat wojny. Uroczyste otwarcie odnowionej rampy odbyło się w 60. rocznicę wyzwolenia obozu, 27 stycznia 2005 w obecności m.in. prezydenta Francji Jacques’a Chiraca.